# Aleja mučenikov
Aleja mučenikov (azerbajdžansko Şəhidlər Xiyabanı), prej znana kot Kirov park, je pokopališče in spomenik v Bakuju v Azerbajdžanu, posvečeno tistim, ki jih je Sovjetska armada ubila med črnim januarjem 1990 in v prvi vojni v Gorskem Karabahu leta 1988–1994.

## Zgodovina
V zadnjih dneh prve svetovne vojne so zaradi ruske državljanske vojne v Bakuju izbruhnili spopadi, pri čemer so se štiri skupine borile za nadzor nad območjem, ko je Ruski imperij propadel. Med seboj so se borili boljševiki, menjševiki, Armenci in Azeri. V bojih je bilo ubitih veliko ljudi, vključno z nekaterimi iz majhne britanske sile, ki je bila poslana, da bi preprečila, da bi Baku padel v roke Rusom. Mesto Aleje mučenikov je najprej služilo kot muslimansko pokopališče za žrtve marčevskih dogodkov leta 1918.
Pokopališče je bilo popolnoma uničeno in trupla odstranjena, potem ko so na oblast prišli boljševiki, ki so na tem mestu zgradili zabaviščni park in postavili kip Sergeja Kirova, vidnega boljševiškega voditelja. Po razpadu Sovjetske zveze so bili kip in objekti zabaviščnega parka odstranjeni, lokacija pa je bila ponovno uvedena kot pokopališče narodnih herojev. Prvi pokopani na novoustanovljenem spomeniku so bili tisti, ki so umrli med dogodki črnega januarja leta 1990, ko so sovjetske sile vdrle v Baku.
Spomenik je bil nato uporabljen za pokop trupel moških, umrlih v prvi vojni v Gorskem Karabahu, oboroženem spopadu, ki je potekal od februarja 1988 do maja 1994 v majhni enklavi Gorski Karabah v jugozahodnem Azerbajdžanu, med etnični Armenci v Gorskem Karabahu, ki jih podpira Armenija, in Azerbajdžanska republika.

## Oblikovanje
Ocenjujejo, da je na pokopališču pokopanih približno 15.000 ljudi. Je na hribu na jugu mesta s pogledom na Kaspijsko jezero. Velja za svetišče tistih, ki so dali svoja življenja za neodvisnost Azerbajdžana, in vsako leto pritegne na tisoče obiskovalcev.

## Spominska obeležja
Spomenik večnega ognja je na Aleji mučenikov in ga pogosto obiščejo azerbajdžanski predsedniki in drugi visoki gostje.
Aleha mučenikov je tudi dom spomenika turškim mučenikom v Bakuju. Je velik spomenik 1130 turškim vojakom, ki so bili ubiti med bojem proti boljševiškim in armenskim silam med bitko za Baku leta 1918. Poleg spomenika je mošeja mučenikov, prav tako zgrajena s strani Turkov. Spomenik vsebuje šesterokotni blok, oblečen v rdeči granit; vsaka stranica vsebuje zvezdo-polmesec iz čistega belega marmorja, ki temelji na tistih v turški nacionalni zastavi. Odkrila sta ga nekdanji turški predsednik Süleyman Demirel in azerbajdžanski predsednik Hejdar Alijev na uradni slovesnosti septembra 1999.
Nedaleč od turškega spomenika je majhen zid v čast britanskim vojakom, padlim v istem spopadu.

## Spominski kompleksVečni ogenj
Predlog za ustanovitev spomenika večnega ognja je bil predstavljen leta 1994. Azerbajdžanski parlament se je na pobudo predsednika Alijeva nato strinjal s postavitvijo državnega spomenika v spomin na azerbajdžanske mučenike. Alijev je osebno nadzoroval projekt. Med razstavo ob peti obletnici črnega januarja so bili predsedniku predloženi trije predlogi, med drugim kiparja Omarja Eldarova; zahteval je še več predlogov. Na natečaju je zmagal predlog, ki ga je razvil arhitekt Elbay Gasimzade. 5. avgusta 1998 je predsednik Alijev izdal ukaz o postavitvi spomenika večnega ognja v Aleji mučenikov s financiranjem 2 milijard AZN.
Spomenik je bil slovesno odprt 9. oktobra 1998. Spominski kompleks je sestavljen iz grobnice, ki stoji na kroni z osemkrako zvezdo in stekleno kupolo z zlatim okvirjem. Leta 2007 so povišali stebre večnega ognja in iz zlata izdelali dele osmerokotne zvezde in osemkrakega ogledala.

## Pomembni pokopi
Prva grobnica na vhodu v Alejo mučenikov pripada zakonskemu paru Farizi in Ilhamu Allahverdijevu, ki sta umrla med črnim januarjem. Ilhama so ustrelile sovjetske čete, Fariza pa je storila samomor, ko je izvedela za moževo smrt. Grobnica je postala simbol zvestobe in ljubezni. Na pokopališču so tudi grobovi novinarjev Čingiza Mustafajeva in Salatyn Asgarove, ki sta bila ubita med prvo vojno v Gorskem Karabahu.

## Galerija
- Predsednik Vladimir Putin polaga venec na spomenik.
- Predsednik Dmitrij Medvedjev polaga venec k spomeniku Večni ogenj.
- Recep Tayyip Erdoğan in Ilham Aliyev pri spomeniku
- Spomenik britanskim vojakom.